# Cerdedo-Cotobade
Cerdedo-Cotobade est une commune de la province de Pontevedra dans la communauté autonome de Galice, en Espagne.
Elle est créée le 22 septembre 2016 par la fusion de deux communes de Cerdedo et Cotobade.